# Psychotria morindoides
Psychotria morindoides är en måreväxtart som beskrevs av John Hutchinson. Psychotria morindoides ingår i släktet Psychotria och familjen måreväxter. Inga underarter finns listade i Catalogue of Life.